# Рубанко Артем Борисович
Артем Борисович Рубанко (21 березня 1974 або 21 серпня 1974, Київ) — український легкоатлет, фахівець з метання молота. Виступав за збірну України з легкої атлетики у 1999—2016 роках, переможець та призер першостей національного значення, учасник трьох літніх Олімпійських ігор. Майстер спорту України міжнародного класу. Тренер із легкої атлетики.
Артем Борисович Рубанко (нар. 21 березня 1974 або 21 серпня 1974[1], Київ) — український легкоатлет, фахівець із метання молота. Виступав за збірну України з легкої атлетики в 1999—2016 роках, переможець і призер першостей національного значення, учасник трьох літніх Олімпійських ігор. Майстер спорту України міжнародного класу. Тренер із легкої атлетики.

## Біографія
Артем Рубанко народився 21 березня 1974 року в Києві.
Займався легкою атлетикою під керівництвом свого батька Бориса Рубанко. Закінчив Національний університет фізичного виховання та спорту України та Київський національний економічний університет імені Вадима Гетьмана.
Вперше заявив про себе у метанні молота на міжнародному рівні у сезоні 1999 року, коли увійшов до складу української національної збірної та виступив на Універсіаді у Пальмі, де з результатом 71,91 метра посів у фіналі 12-те місце.
2002 року на змаганнях у Києві показав 18-й результат світового сезону — 80,18 метра.
2004 року здобув перемогу на чемпіонаті України з легкої атлетики, на турнірі в Києві встановив свій особистий рекорд 80,44 метра, з яким за підсумками сезону посів 11-те місце у світовому рейтингу метальників молота. Завдяки низці вдалих виступів отримав право захищати честь країни на літніх Олімпійських іграх в Афінах — на попередньому кваліфікаційному етапі метнув молот на 75,08 метра, чого виявилося недостатньо для виходу у фінал.
У 2005 році з результатом 79,56 був 13-м у світі.
У 2007 та 2008 роках посідав у світовому рейтингу 22-ге (77,60) і 18-те (79,75) місця відповідно. Перебуваючи серед лідерів української легкоатлетичної збірної, благополучно пройшов відбір на Олімпійські ігри в Пекіні — цього разу показав у метанні молота результат 74,47 метра і знову у фінал не вийшов. Також цього сезону відзначився виступом на Всесвітньому легкоатлетичному фіналі в Штутгарті, де з результатом 65,63 став сьомим.
Після пекінської Олімпіади Рубанко залишився чинним спортсменом на ще один олімпійський цикл і продовжив брати участь у найбільших міжнародних стартах. Так, у 2009 році в Ялті він показав восьмий результат світового сезону — 79,69 метра, крім того, посів четверте місце у Суперлізі командного чемпіонату Європи у Лейрії (76,29), виступив на чемпіонаті світу у Берліні (69,81).
У 2010 році на змаганнях у бразильській Форталезі показав 24-й результат світового сезону (77,02), закрив десятку найсильніших у Суперлізі командного чемпіонату Європи у Бергені (68,72).
Виконавши олімпійський кваліфікаційний норматив (78,00), відібрався на Олімпійські ігри 2012 року в Лондоні — у програмі метання молота не виконав жодної залікової спроби..Після закінчення Олімпіади завершив спортивну кар'єру.
Проявив себе на тренерській ниві, з 2011 року є особистим тренером титулованої метальниці молота Анни Скідан.